# Зенин, Виктор Фёдорович
Ви́ктор Фёдорович Зенин (род. 10 июля 1943, СССР) — советский футболист, защитник, полузащитник.
Воспитанник школы «Урал» (Пермь). Всю карьеру провёл в пермской «Звезде», сыграл в 1962 и 1965—1975 годах 310 матчей, был капитаном команды.